# Manuel Barrero
Manuel Barrero Martínez (Milla de Tera, 18 de marzo de 1967) es un crítico de historieta y funcionario público español, labor que simultanea con la investigación y crítica de la historieta. Es licenciado en Ciencias Biológicas.

## Biografía
Desde 1988, desarrolló labores de dibujo y redacción sobre cómics de fantasía heroica en el fanzine Sword.
En 1989 se establece en Sevilla por razón de su trabajo como funcionario público.
Colabora como redactor y asesor editorial para Planeta DeAgostini entre 1989 y 2002, en títulos de fantasía heroica de la editorial —principalmente, la edición española de cómics de Conan el Bárbaro—.
En 1996, publica el libro Barry Windsor-Smith': El prerrafaelismo bárbaro (El Boletín, 1996), dedicado a uno de los dibujantes emblemáticos de Conan. Este libro sería reeditado después en una versión revisada y ampliada con el título de Barry Windsor-Smith: La mirada infinita (Planeta-DeAgostini, 2000).
Fue coordinador del fanzine El Tebeo Veloz (Sevilla, 2000-2001).
Desde 2001 dirige y gestiona la revista electrónica Tebeosfera, donde ha publicado una larga lista de textos teóricos. Ha participado en varios libros colectivos, entre ellos Tebeosfera (Astiberri, 2006), que también se encargó de coordinar. Ha publicado ensayos extensos sobre cómic en varias revistas y publicaciones, de los que se puede destacar «Viñetas bárbaras: Primeros apuntes para una historia cronológica de los cómics de fantasía heroica», en el sexto número de Sword (La Factoría de Ideas, 2001), que ocupaba prácticamente todas las páginas de la revista.
En 2009 publica el ensayo La novela gráfica. Perversión genérica de una etiqueta editorial, que es citado con frecuencia en textos sobre el término novela gráfica y que incluso sería contestado tiempo después por Eddie Campbell, uno de los autores aludidos por Barrero. En 2009 también ejerce de comisario de la exposición «Cómic e Ilustración Injuve 2009». En el Salón del Cómic de Barcelona 2010, Barrero fue nominado el Premio a la Divulgación de la historieta.
En 2011 publica su segundo libro en solitario, Conan: La imagen de un mito (Dolmen Editorial, 2011), coincidiendo con el estreno en cines de una nueva película del personaje.